# Microsoft NetMeeting
NetMeeting — программа для видеоконференцсвязи, позволяет организовывать аудио- и видеоконтакты между двумя и более участниками конференции для Microsoft Windows.
Несмотря на свою успешность и удобство использования, Microsoft в 2001 году объявила этот проект завершенным. В настоящее время он исключён из современных версий Windows начиная с Windows Vista. В качестве замены Microsoft рекомендует Microsoft Office Live Meeting, Windows Live Messenger, Удалённый помощник, Подключение к удалённому рабочему столу и Windows Meeting Space. Впрочем, последний также был исключён из состава Windows начиная с Windows 7.
Для совместимости NetMeeting был включён в инсталляционный пакет систем Windows, но часто на него не указывал ни один ярлык программ. Тем не менее, его можно было запустить самостоятельно — Program Files\NetMeeting\Conf.exe. Для Windows Vista выходила специальная версия — 3.02, направленная на то, чтобы компании, зависящие от NetMeeting, могли перейти на другие продукты.
В Windows 7 запуск NetMeeting возможен, но программа работает с ошибками и очень неустойчива.

## Возможности
Она обладала следующими возможностями:
- Пересылка файлов. В ходе конференции Вы можете обмениваться с пользователями файлами.
- Совместная работа над документом. Одна из самых отличительных особенностей NetMeeting — предоставление возможности совместного использования приложений. Например, Вы можете разрешить работать удалённому собеседнику с Вашими офисными программами, причём у удалённого пользователя эти программы могут быть не установлены.
- Общение в чате. Возможность обмена с собеседником текстовыми сообщениями.
- «Белая» доска (whiteboard). Возможность обмена с собеседником графической информацией в интерактивном режиме. В этом случае у каждого участника открывается дополнительное окно со всеми необходимыми функциями. Все Ваши действия (рисование, вставка фотографии, графиков и тому подобное) тут же отображаются у партнёра.
- Доступ к рабочему столу любого из участников конференции (Terminal client).
- Доступ к любому из открытых приложений любого из участников конференции.

Однако для русских пользователей в режиме доступа к рабочему столу или к удалённо запущенному приложению часто наблюдалась проблема с совместимостью кириллических шрифтов, что приводит к невозможности чтения информации.

## Альтернативные продукты Microsoft
В период с 1999 года по 2013 год похожим функционалом среди компонентов Windows обладала программа MSN Messenger (в том числе Windows Live Messenger). В настоящий момент, с 2011 года, полноценной заменой приложению NetMeeting из экосистемы продуктов Microsoft являются Skype и MS Lync / Skype for Business / Teams.